# Popolo Tangut

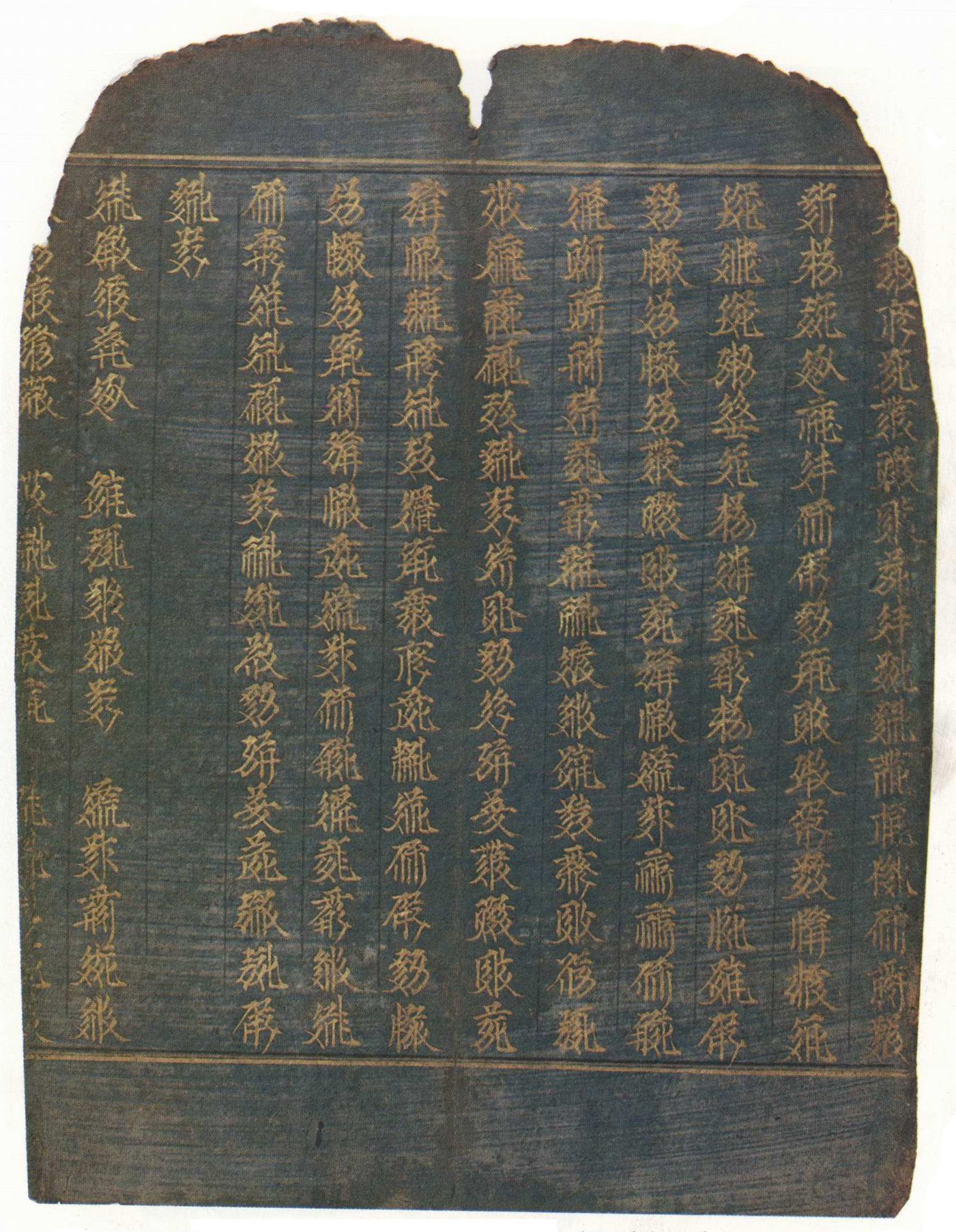
Sutra della luce d'oro in scrittura Tangut

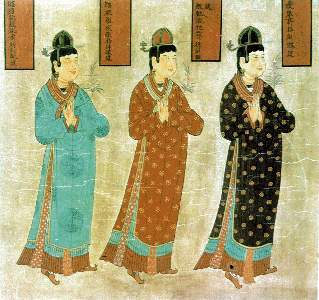
Donne Tangut

I Tangut, identificati con lo stato degli Xia occidentali, erano un popolo lingue tibeto-birmane che si sono spostati nella Cina Nord-occidentale prima del X secolo. I Tangut ebbero solo uno stato nella loro storia: gli Xia occidentali o Impero Tangut (1038-1227).